# Cestraeus
Cestraeus – rodzaj ryb mugilokształtnych z rodziny mugilowatych (Mugilidae).

## Klasyfikacja
Gatunki zaliczane do tego rodzaju:
- Cestraeus goldiei
- Cestraeus oxyrhyncus
- Cestraeus plicatilis